# Potwór (film)
Potwór (wł. Il mostro) – włosko-francuska komedia kryminalna z 1994 roku w reżyserii Roberta Benigniego.

## Fabuła
W mieście szaleje seryjny morderca zwany Potworem, ćwiartujący swe ofiary. Do tej pory zabił 18 kobiet. Policja coraz intensywniej prowadzi śledztwo. Podczas pewnego przyjęcia 40-letni Loris pomyłkowo zaleca się do niewłaściwej kobiety. Ta ucieka, a gdy zauważa go z piłą w ręku, jest przekonana, że to Potwór. By udowodnić jego winę, policjantka Jessica zostaje sublokatorką Lorisa. Od tej pory obserwuje każdy jego ruch.

## Obsada
- Roberto Benigni – Loris
- Michel Blanc – Paride Taccone
- Nicoletta Braschi – Jessica Rossetti
- Dominique Lavanant – Jolanda Taccone
- Jean-Claude Brialy – Roccarotta
- Laurent Spielvogel – Frustalupi
- Ivano Marescotti – Pascucci
- Luciana Pieri Palombi – Claudia
- Gennaro Morrone – Edicolante

## Produkcja
Zdjęcia kręcono w Rzymie.